# Norther
Norther fue una banda de death metal melódico y power metal proveniente de Helsinki, Finlandia. Musicalmente, la banda ha sido comparada con otros grupos de metal finlandeses como Children of Bodom, Kalmah y Wintersun.

## Historia
La banda empezó en 1995 bajo el nombre de Requiem, y estaba compuesto por el guitarrista Petri Lindroos y el baterista Toni Hallio, acompañados de otros dos músicos. Al principio, la banda carecía de un lugar apropiado para el ensayo, pero en 1997, el guitarrista Alexander Kuoppala (ex Children of Bodom) encontró un lugar conveniente para ellos en Lepakko; alrededor de esta época la banda decidió cambiar su nombre de Requiem a Decayed. Su suerte fue efímera, sin embargo, porque su nuevo lugar de ensayo que de pronto fue derribado. Los músicos que tocaban con Lindroos y con Hallio pronto perdieron su motivación y los dejaron.
Después de unos pocos meses, la banda logró encontrar otro lugar de ensayo, y empezó a buscar miembros para completar su formación. Después de bastantes audiciones, no pudieron encontrar los músicos que creyeron adecuados para tocar con ellos, y así pasó un hiato, que duró hasta el principio de 2000, cuando encontraron al guitarrista Kristian Ranta. La banda pudo ser activa una vez más, y con la ayuda de dos hermanos amigos de Lindroos, Sebastian y Joakim Ekroos, la banda registró su primera maqueta, utilizando por primera vez el nombre Norther. Una maqueta prometedora que los llevó a firmar un trato con Spinefarm.
Debido a problemas internos, los hermanos Ekroos dejan la banda; luego el bajista Jukka Koskinen y el teclista Tuomas Planman fueron incorporados en la banda.
Cuándo el álbum Dreams of Endless War fue grabado en 2001 y comercializado en 2002, Norther recibió una respuesta positiva de la prensa y empezaron a tocar en Helsinki. Después de esto, la banda sacó Mirror of Madness (2003), Death Unlimited (2004), Till Death Unites Us (2006) y N (2008), así como los sencillos Released (2002), Unleash Hell (2003), Spreading Death (2004), y Scream (2006), también sacaron el miniDVD Spreading Death y los EP Solution 7 (2005) y No Way Back (2007).
En octubre del 2005, Toni Hallio dejó la banda, quedando Lindroos, guitarrista y vocalista, como el único miembro original. Hallio fue reemplazado por Heikki Saari, el baterista de Virtuocity.
El 4 de marzo de 2009 se anuncia en la página oficial de Norther la partida de Petri Lindroos, ya que el tiempo que la banda Ensiferum le tomaba no lo dejaba trabajar en Norther de manera activa.
El 14 de abril de 2009 la página de Norther anuncia a su nuevo vocalista dejando descargar su tema Frozen Angel interpretada por Aleksi Sihvonen (Ex Imperanon)
El 25 de junio de 2012 el grupo anuncia su disolución emitiendo un comunicado en su sitio web:

Por el presenta anuncio y después de una larga y meditada consideración, hemos decidido dejar Norther.

Durante el último año ha quedado claro que no somos capaces e hacer giras o conciertos todo lo que nos gustaría, debido a situaciones complicadas de los miembros que les consumen el tiempo. Nos hemos visto obligados a buscar miembros de sesión y a rechazar ofertas de muchos conciertos. Simplemente no podemos actuar como una banda activa y trabajadora y está claro que esto no se va a resolver en el futuro. Esto es todo pero es una decisión fácil para todos nosotros, porque todo esto ha llevado a la banda al punto de tener que tirar del enchufe ya que es lo que hay que hacer. Esto no es un drama, es una decisión de mutuo acuerdo y todos seguimos siendo buenos amigos. El último concierto de Norther será el 10 de agosto en el Brutal Assault Festival 2012 (CZ).

Sin embargo, la mayoría de nosotros continuará con otras bandas: Jukka en Wintersun y Dawn Amerian, Aleksi en Medicated y ASXX, Daniel en Naildown, Heikki en Naildown, Tuoni y Amberian Dawn y Kristian en su proyecto en solitario.

Norther quiere dar las gracias especialmente a nuestros FANS, amigos y socios por el apoyo durante los últimos 12 años. También mandar un gran saludo a Tomi Luoma, a nuestros exmiembros Toni Hallio y Petri Lindroos, y al productor Anssi Kippo por su contribución. Ha sido un infierno de paseo y juntos hemos compartido momentos inolvidables!!

Gracias.
Aleksi, Jukkis, Tuomas, Kride, Heikki, Daniel

## Miembros
- Aleksi Sihvonen: voz gutural, guitarra
- Kristian Ranta: guitarra, voz limpia
- Heikki Saari: batería
- Jukka Koskinen: bajo, voz gutural profunda
- Tuomas Planman: teclados, sintetizador
- Daniel Freyberg: guitarra

### Miembros pasados
- Petri Lindroos: voz gutural, guitarra
- Toni Hallio: batería (1996-2005)
- Tuomas (Stubu): bajo (1996-1997)

## Discografía

### Álbumes
- Dreams of Endless War (2001)
- Mirror of Madness (2003)
- Death Unlimited (2004)
- Till Death Unites Us (2006)
- N (2008)
- Circle Regenerated (2011)

### Sencillos
- Released (2002)
- Unleash Hell (2003)
- Spreading Death (2004)
- Scream (2006)
- We Rock (2008)
- Break Myself Away (2010)

### EP
- Solution 7 (2005)
- No Way Back (2007)

### DVD
- Spreading Death (2004) (DVD Single)

### Otros
- Warlord (2000) (Demo)